# Пролимфоцит

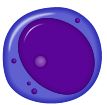
Пролимфоцит

Пролимфоцит — это клетка-предшественник лимфоцитопоэза, непосредственный предшественник лимфоцита, полученного из лимфобласта. Размер пролимфоцита составляет от 10 до 18 мкм. Он имеет компактное ядрышко, заметные нуклеолы и конденсированный ядерный хроматин. Важнейшими белками связанными с пролимфоцитами являются В-клеточная лимфоцитарная киназа (Blk), В-клеточный линкерный белок (BLNK), тирозинкиназа селезенки (SYK), дзета-ассоциированный белок-70 (ZAP70) и железо-чувствительный элемент-связывающий белок 2 (IREB2). За развитие клеток пролимфоцитов ответственны тринадцать идентифицированных генов, информация о которых включена в банк генов Pubmed. Важную роль в развитии хронической лимфоцитарной лейкемии играет ген р53 в пролимфоцитах и возможно он ответственен за развитие прогрессирующей формы этого заболевания.